# Czubajnik ponury

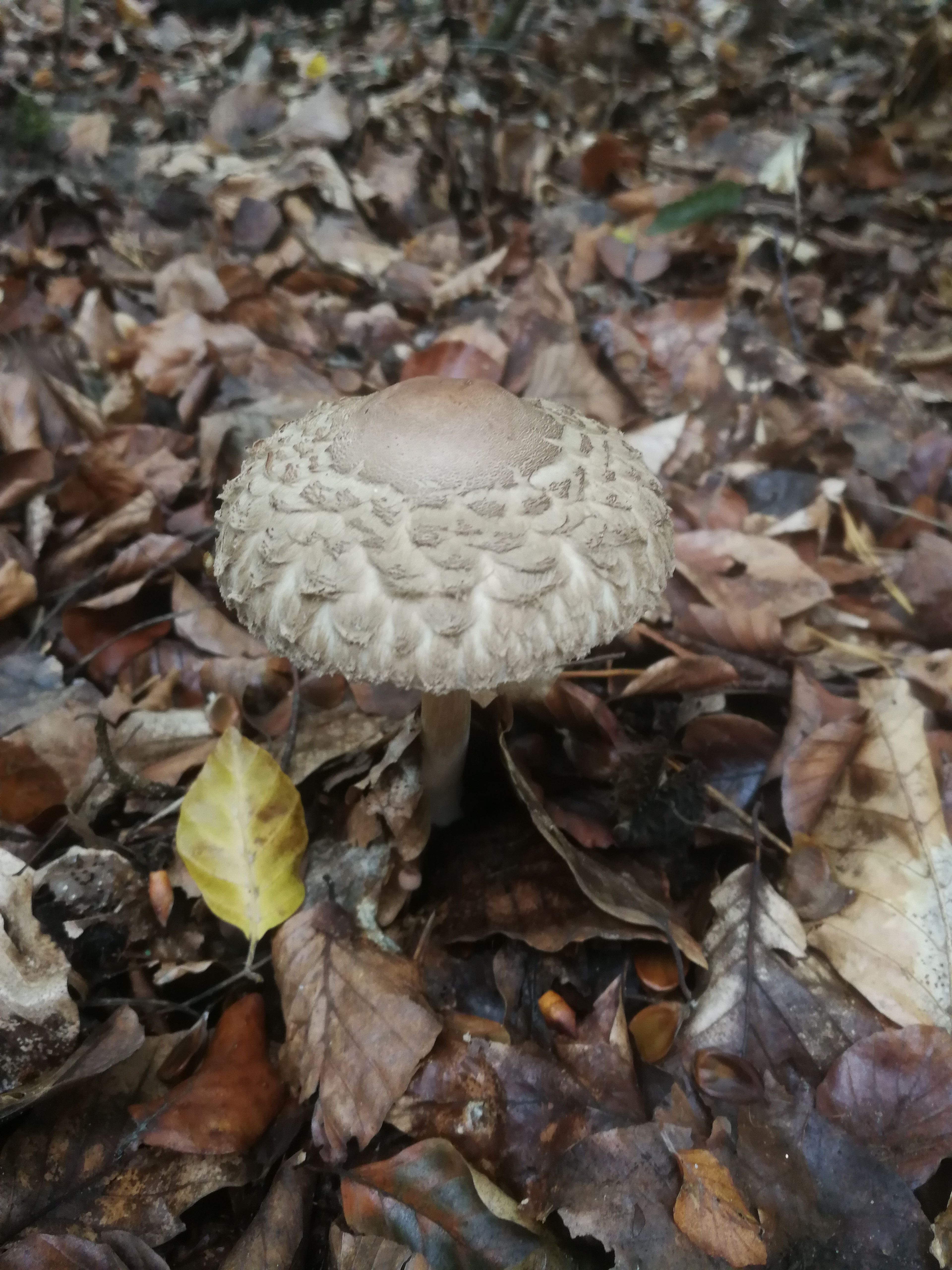
Łuseczkowata powierzchnia kapelusza

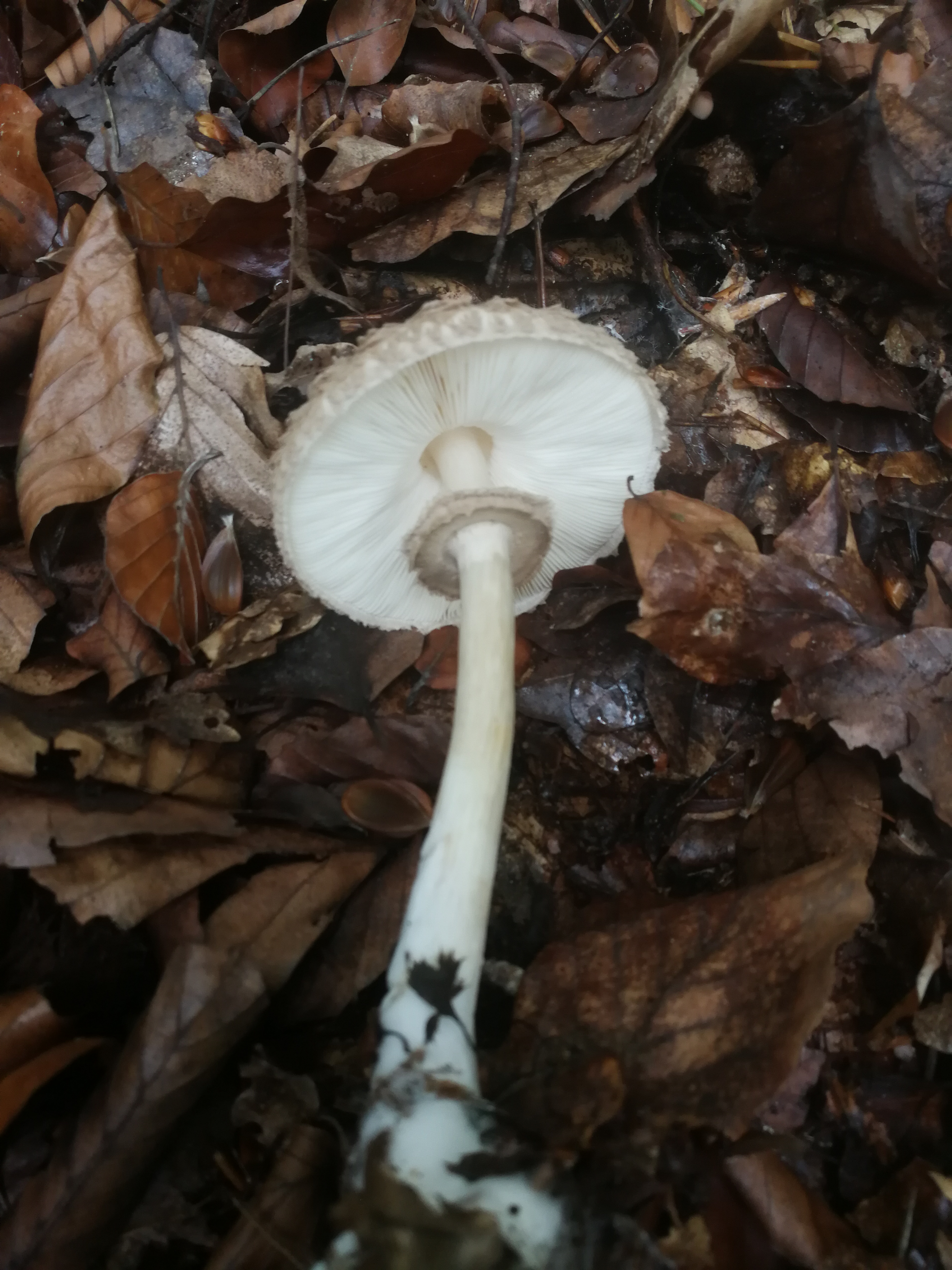
Blaszki i trzon

Czubajnik ponury (Chlorophyllum olivieri (Barla) Vellinga) – gatunek grzybów z rodziny pieczarkowatych (Agaricaceae).

## Systematyka i nazewnictwo
Pozycja w klasyfikacji według Index Fungorum: Chlorophyllum, Agaricaceae, Agaricales, Agaricomycetidae, Agaricomycetes, Agaricomycotina, Basidiomycota, Fungi.
Po raz pierwszy takson ten zdiagnozował w 1886 r. Jean-Baptiste Barla nadając mu nazwę Lepiota olivieri. Obecną, uznaną przez Index Fungorum nazwę nadała mu w 2002 r. Else Vellinga, przenosząc go do rodzaju Chlorophyllum.
Synonimy naukowe według Index Fungorum.
- Lepiota olivieri Barla 1886
- Macrolepiota rhacodes var. olivieri (Barla) Barla 1889
- Mastocephalus olivieri (Barla) Kuntze 1891
- Macrolepiota olivieri (Barla) Wasser 1980
- Macrolepiota rhacodes f. olivieri (Barla) de Kok 1998

Polską nazwę czubajnik ponury w 2015 r. zaproponowała grupa mykologów w publikacji Karasińskiego i in., a jej używanie Komisja ds. Polskiego Nazewnictwa Grzybów Polskiego Towarzystwa Mykologicznego zarekomendowała w 2021 r.

## Morfologia
Kapelusz
Średnica 46–130 mm, u młodych owocników kulisty, u starszych parasolowaty koloru szarego, pokryty drobnymi łuseczkami o barwie podobnej do skórki kapelusza. Na środku duża łata o kolorze od brązowego do czerwonobrązowego.
Blaszki
Białe, wolne, dość gęste, oddalone o 1–7 mm od trzonu. Po uszkodzeniu czerwienieją. Z wiekiem stają się beżowe.
Trzon
Wysokość 80–190 mm wysokości, 7–13 mm grubości, gładki, barwy białawej do jasnobeżowej, zakończony bulwą.
Pierścień ruchomy, podwójny.
Miąższ
Białawy, po uszkodzeniu zmienia kolor na czerwonożółty albo pomarańczowy, z wiekiem na czerwono. Zapach ziemisty lub grzybowy, smak nieprzyjemny.
Wysyp zarodników
Biały. Zarodniki gładkie, elipsoidalne, o rozmiarach 8–11 × 5,5–7 μm.

## Występowanie i siedlisko
Szeroko rozprzestrzeniony w Europie i dość częsty. W Polsce również występuje. Bardzo często bywa mylony z czubajnikiem czerwieniejącym (Chlorophyllum rhacodes), co utrudnia potwierdzanie stanowisk. W wykazie wielkoowocnikowych grzybów podstawkowych Polski z 2003 r. gatunek ten nie został ujęty. Prawdopodobnie wówczas jego przedstawicieli powszechnie brano za czubajnika czerwieniejącego.
Występuje w lasach liściastych i mieszanych.

## Znaczenie
Saprotrof. Grzyb jadalny.

## Gatunki podobne
- Czubajnik czerwieniejący (Chlorophyllum rhacodes) – występuje raczej w parkach, jego kapelusz jest jaśniejszy, a łuski na nim nie są tak wyraźnie dachówkowate. Kolor jej przebarwień jest bardziej czerwonopomarańczowy, podczas gdy przebarwienia Ch. olivieri są bardziej żółtopomarańczowe.
- Czubajka kania (Macrolepiota procera) – jest dużo większa, jej trzon pokryty jest prążkowanym, ciemniejszym wzorem, a łuski na kapeluszu są ciemniejsze, nie pokrywają całej powierzchni i nie są tak odstające. Czubajka kania cechuje się również specyficznym, przyjemnym zapachem.